# چو ها-ایل
چو ها-ایل (متولد ۱۹۴۱ با نام چو ها-ریونگ - درگذشته ۱۹ ژوئن ۲۰۲۰) نویسنده اهل کره جنوبی است.

## زندگی
چو ها-ایل در ۱۸ آوریل سال ۱۹۴۱ در Manchukuo متولد شد و نام اصلی او Haeryong به معنی «دریای اژدها» است. پس از آزادی کره خانواده اش به سئول بازگشت و پنج سال بعد جنگ کره آغاز شد. در طول جنگ خانواده اش با سیل پناهندگان به بوسان بازگشت تا اینکه در سال ۱۹۵۴ جنگ در سئول پایان یافت. چو، وارد دبیرستان Posung شد که در آنجا نتوانست دستاوردی داشته باشد. در این مدرسه او به باشگاه نوشتن خلاقانه وارد شد. در سال ۱۹۶۰ وارد جریان دانشجویی انقلاب ۱۹ آوریل شد، که در این باره او می‌گوید: از دستاوردهای دیگران مغرور است اما از شکست‌های خود بسیار شرمنده می‌باشد.
او در سال ۱۹۶۱ وارد دانشگاه Kyunghee شد و در رشته ادبیات کره ای تحصیلات خود را تا مقطع کارشناسی ارشد ادامه داد. بعد از فارغ‌التحصیل در سال ۱۹۶۶ به خدمت اجباری سربازی پیوست و پست‌های مختلفی را نیز به عهده گرفت. بعد از اتمام خدمت به نوشتن روی آورد. بعد از اینکه در نوشتن به موفقیت رسید تلاش کرد تا در دانشگاه Kyunghee به تدریس نویسندگی خلاق بپردازد. او در سال ۱۹۷۲ ازدواج کرد و یک پسر دارد.

## کار
اولین اثر چو «مردی که هر روز می‌میرد» نام دارد که در بهار سال ۱۹۷۰ جایزه مسابقه ادبی  JoongAng Ilbo را از آن خود کرد. بعد از چند سال ۱۲ داستان کوتاه و یک رمان با نام آمریکا منتشر کرد. در سال ۱۹۷۶ چو رمان «زن زمستان» را چاپ کرد که مسیر موفقیت را برای او هموار ساخت در حالی که او خود را لایق این موفقیت نمی‌دانست. از سال ۱۹۷۴ تا ۱۹۸۶ چو، پیوسته به نوشتن داستان کوتاه و داستان‌هایی برای روزنامه به صورت سریالی ادامه می‌داد.
موضوع اکثر کارهای چو بیشتر بر ضعف‌های فردی و اجتماعی متمرکز است. رمان آمریکا (به زبان انگلیسی) در مورد مردی در جامعه ای است که با حضور نیروهای ایالات متحده در کره جنوبی دچار تحول و تغییر شده‌است. داستان کوتاه او با نام ماسک آهنین به دعوای یک زن و شوهر پرداخته که زن مورد ضرب و شتم قرار گرفته اما روانشناسان به بررسی حواشی یک اتوبوس می‌پردازند.

## آثار ترجمه شده
- آمریکا

## آثار به زبان کره ای
- آمریکا (مجموعه)
- فرزندان خدا (رمان)
- زن زمستان (نام سریالی در JoongAng Ilbo است که کتاب پس از آن منتشر شده)
- مرد بر روی پشت بام (نام سریالی در سئول Sinmun)
- روز بارانی(مجموعه)
- کشوری که هرگز نبود (نام سریالی در JoongAng Ilbo است که کتاب پس از آن منتشر شده)
- X (نام سریالی در Donga Ilbo که کتاب پس از آن منتشر شده)
- هفت داستان از Im Kockchong